# Evald E:son Uggla
Evald Evaldsson Uggla, född den 4 augusti 1888 i Stockholm, död den 5 december 1946 på Runstorps säteri i Kimstads församling, var en svensk friherre, godsägare och konsthistoriker. Han var son till Evald Uggla och far till Evald Uggla. 
Uggla blev student vid Uppsala universitet 1908. Från början studerade han juridik, men han övergick till konsthistoria och arkeologi 1912. Uggla avlade filosofie kandidatexamen 1917 och filosofie licentiatexamen 1922. Han promoverades till filosofie doktor i Uppsala 1928. Uggla blev extra ordinarie amanuens vid Uppsala universitets konstmuseum 1916 och var amanuens där 1918–1921, amanuens vid Nationalmuseum 1924–1935, med tjänstgöring vid slottssamlingen på Gripsholm från 1931, tjänstledig från 1933. Han publicerade Göteborgsporträtt (tillsammans med Valdemar Ljungberg 1923) och Per Krafft den yngre och samtida svenskt porträttmåleri (gradualavhandling 1928) samt ett antal kataloger och artiklar i tidningar och tidskrifter. Uggla blev kammarherre 1943. Han blev riddare av Vasaorden 1929. Uggla vilar på Norra begravningsplatsen utanför Stockholm.